# Parafia Wniebowzięcia Najświętszej Maryi Panny w Henrykowie
Parafia Wniebowzięcia Najświętszej Maryi Panny w Henrykowie – rzymskokatolicka parafia znajdująca się w dekanacie ziębickim, w archidiecezji wrocławskiej. Jej proboszczem jest o. Kazimierz Józef Kmak OCist. Obsługiwana przez ojców cystersów. Erygowana w XIII wieku.

## Galeria

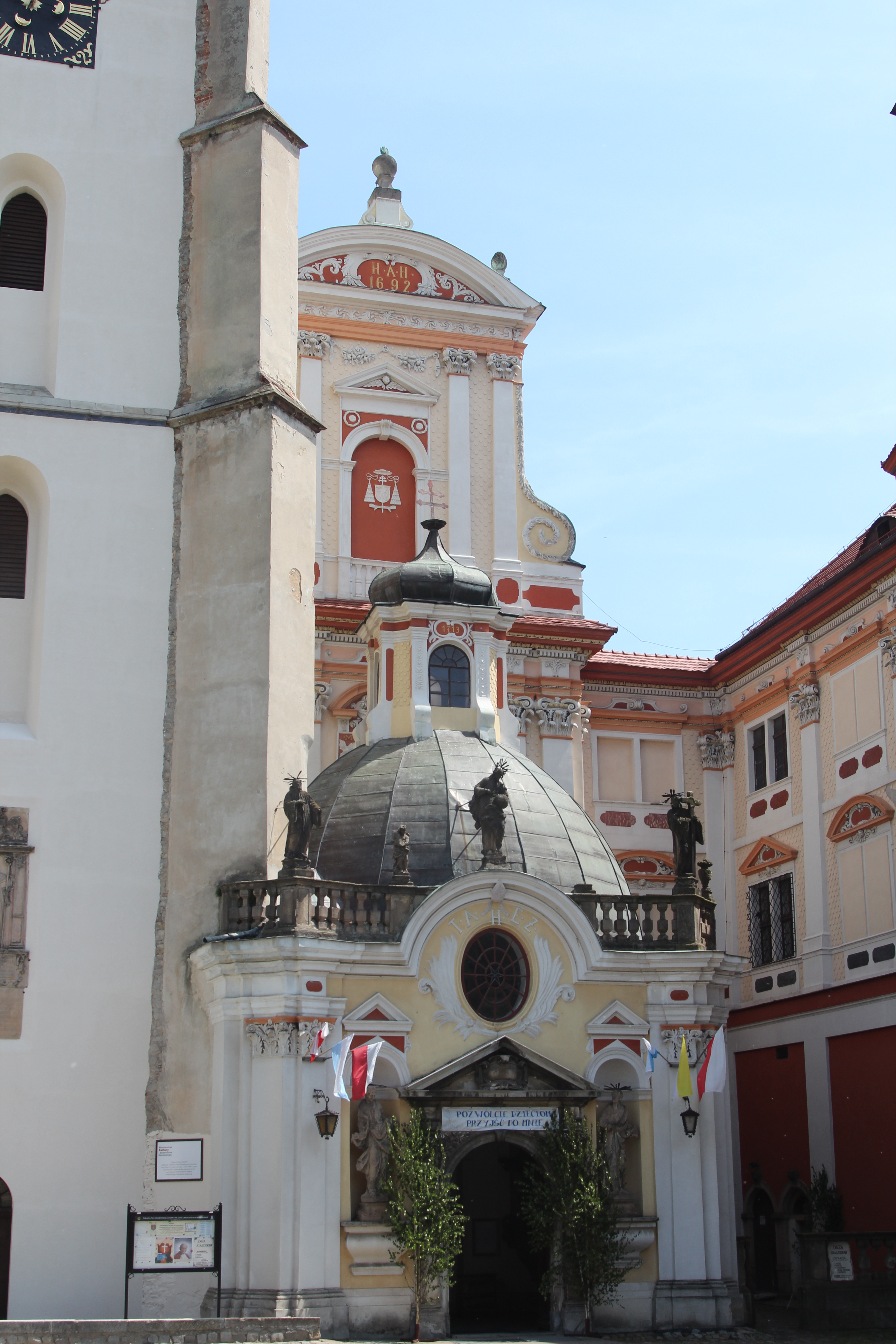
Kościół parafialny w Henrykowie
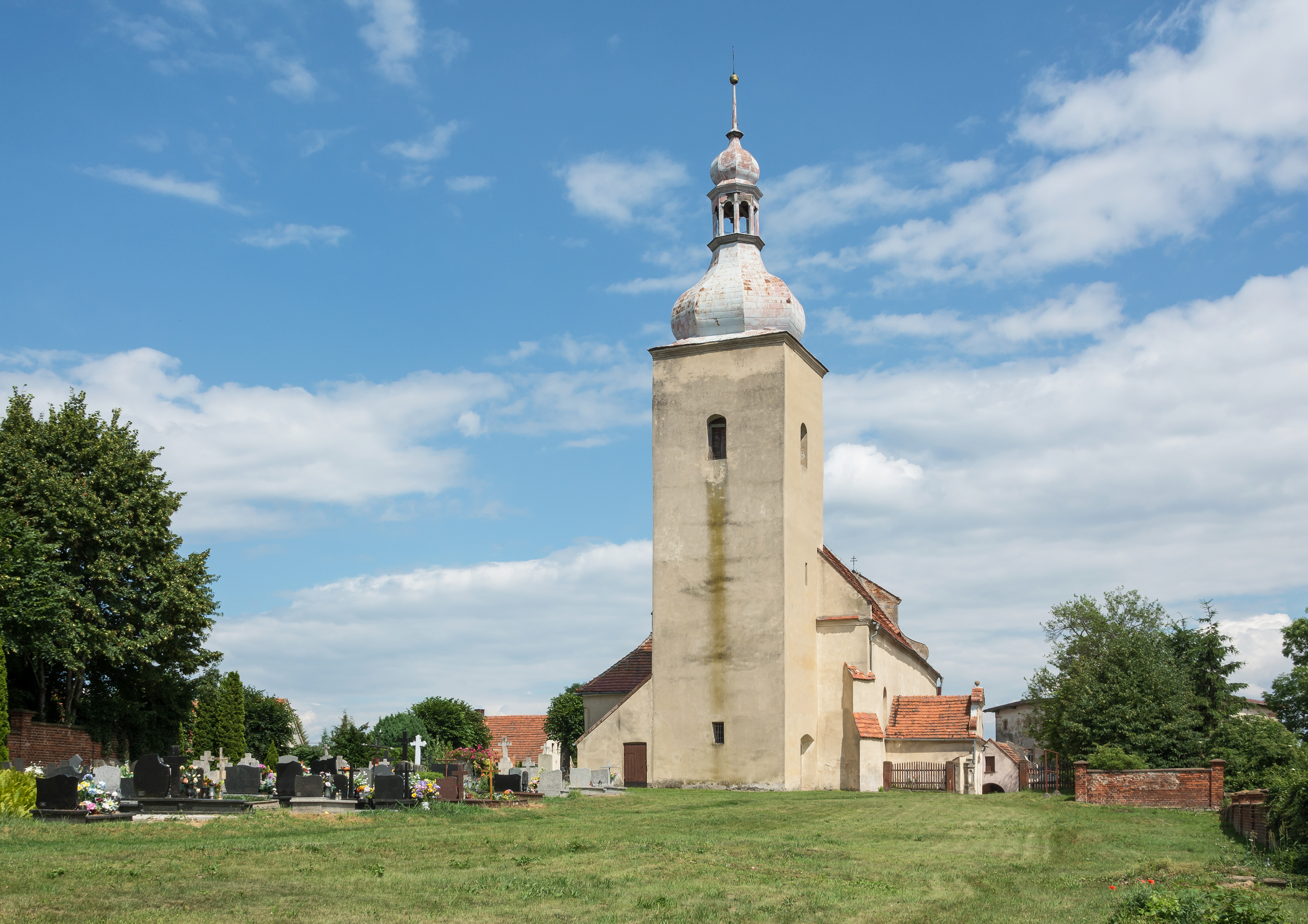
Kościół filialny w Starym Henrykowie